# 20644 Амрітдас
20644 Амрітдас (1999 TN144, 1977 XC1, 1995 YF8, 1999 TH181, 20644 Amritdas) — астероїд головного поясу, відкритий 7 жовтня 1999 року.
Тіссеранів параметр щодо Юпітера — 3,348.